# Гардеробмейстер
Гардеробмейстер (от фр. garderobe — гардероб, и нем. Meister — начальник) — чиновник при дворе, наблюдающий за гардеробом (то есть комплектом одежды) царствующего лица и особ царской фамилии.
Во Франции гардеробмейстером (grand maître de garde-robe, с 1699 г.) назначался видный сановник: он одевал и раздевал короля, присутствовал при аудиенциях и церемониях. Для заведования королевской шляпой, тростью, перчатками и другими предметами туалета правителей имелись низшие чины.
В разных странах должности гардеробмейстеров занимали такие известные личности как британский адмирал Пол Чарльз, камердинер императрицы Екатерины II Василий Шкурин, испанский художник Диего Веласкес и др.
При театрах гардеробмейстеры возглавляли целый штат служащих, ответственных за сценический гардероб артистов.